# 石川長右衛門

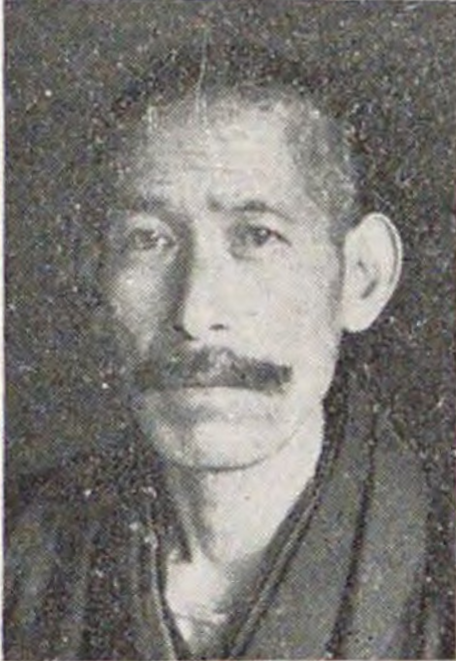
石川長右衛門

石川 長右衛門（いしかわ ちょううえもん、1864年9月26日（元治元年8月26日） - 1936年（昭和11年）2月6日）は、明治時代から昭和時代初期の政治家。衆議院議員。

## 経歴
石川柔恵の長男として羽前国田川郡主殿新田村（山形県東田川郡十六合村を経て現・東田川郡庄内町）に生まれる。1883年（明治16年）12月、家督を相続する。農業を営む大地主として山形県多額納税者に列せられた。十六合村会議員、村農会長、東田川郡会議員、同副議長、同議長、山形県会議員、東田川・西田川両郡組合会議員、所得調査委員、北橋大堰普通水利組合会議員、山形地方森林会議員などを歴任。ほか、荘内銀行取締役、荘内林業代表取締役などを務めた。
1920年（大正9年）第14回衆議院議員総選挙で山形県第5区から立憲国民党所属で出馬して当選し、1期務め、ついで1924年（大正13年）第15回衆議院議員総選挙では斎藤真三郎の死去に伴い、翌年の1925年（大正14年）8月28日に補欠当選した。

## 栄典
- 1933年（昭和8年）- 紺綬褒章[4]